# اريك فريري غوميز
اريك فريري غوميز (بالبرتغالية: Eric Freire Gomes‏) (22 سبتمبر 1972 في البرازيل - ) هو لاعب كرة قدم برازيلي في مركز الهجوم. لعب مع إستريلا دا أمادورا وموريرينسي ونادي أورينسي ونادي بوسان أي بارك ونادي بيرا مار ونادي ريو أفي ونادي سبورت ريسيفه ونادي غواراني ونادي ماريتيمو ونادي أتلتيكو فيروفياريو ونادي فيروفياريا وCentro Limoeirense de Futebol ‏ ونادي سانتا كروز ونادي فييرينسي وTimbaúba Futebol Clube ‏.

## وصلات خارجية
- اريك فريري غوميز على موقع دوري كوريا الجنوبية (الإنجليزية)
- اريك فريري غوميز على موقع قاعدة بيانات كرة القدم.إي يو (الإنجليزية)
- اريك فريري غوميز على موقع عالم كرة القدم.نت (الإنجليزية)